# グルコース-1-デヒドロゲナーゼ (NAD+)
グルコース-1-デヒドロゲナーゼ (NAD+)（glucose 1-dehydrogenase (NAD+)）は、次の化学反応を触媒する酸化還元酵素である。
D-グルコース + NAD+ {\displaystyle \rightleftharpoons } D-グルコノ-1,5-ラクトン + NADH + H+
すなわち、この酵素の基質はD-グルコースとNAD+、生成物はD-グルコノ-1,5-ラクトンとNADHとH+である。
組織名はD-glucose:NAD+ 1-oxidoreductaseで、別名にD-glucose:NAD oxidoreductase, D-aldohexose dehydrogenase, glucose 1-dehydrogenase (NAD)がある。